# Bartolomeo Rusca

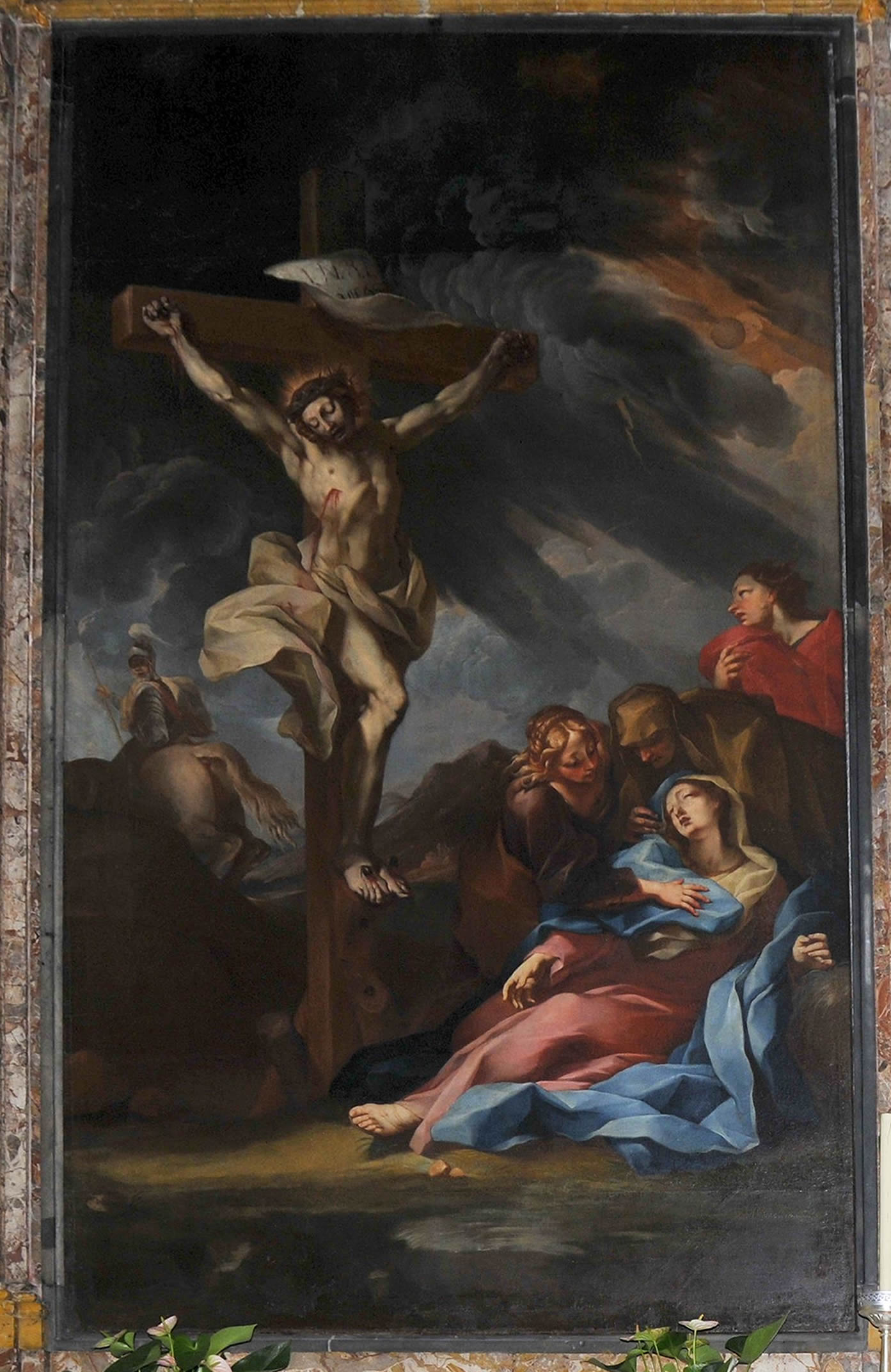
Bartolomeo Rusca, Kreuzigung in der Kirche San Maurizio von Bioggio

Bartolomeo Rusca (* 1680 in Arosio; † 12. Juli 1745 in Madrid) war ein Schweizer Maler.

## Leben
Nachdem er die Fresken der Pfarrkirche San Michele in Arosio (1709) gemalt hatte, zog er nach Piacenza, wo er von lokalen Adligen zum Fresko und zur Dekoration der Paläste berufen worden war, ein Bereich, in dem er zwanzig Jahre lang weiterarbeitete. In den gleichen Jahren kehrte er in seine Heimat zurück, wo er in Arosio, in Gravesano, wo er das Oratorium von Cimaronco dekorierte, in Gentilino (wo er das Beinhaus der Kirche Sant’Abbondio betreute) und in Lugano, wo er sich um die Dekoration des Palastes der Riva-Grafen und im früheren Kloster Santa Margerita kümmerte. Er schuf die Gemälde der Pfarrkirche von Osogna (1719), dann war eine Zeitlang in Rom.
Als der Maler Andrea Procaccini 1734 starb, berief ihn Annibale Deodato Scotti, Marchese di Castelbosco, nach Zustimmung der Königin Isabel als spanischer Hofmaler nach Madrid tätig an der Ausschmückung des Real Sitio de San Lorenzo de El Escorials. In der spanischen Hauptstadt und in Segovia bemalte er die Paläste der Königsfamilie und die Kirche San Miguel mit Fresken und arbeitete unter anderem mit Giacomo Bonavia und Bartolomeo Sermini zusammen, mit denen er schon in Piacenza zusammengearbeitet hatte.

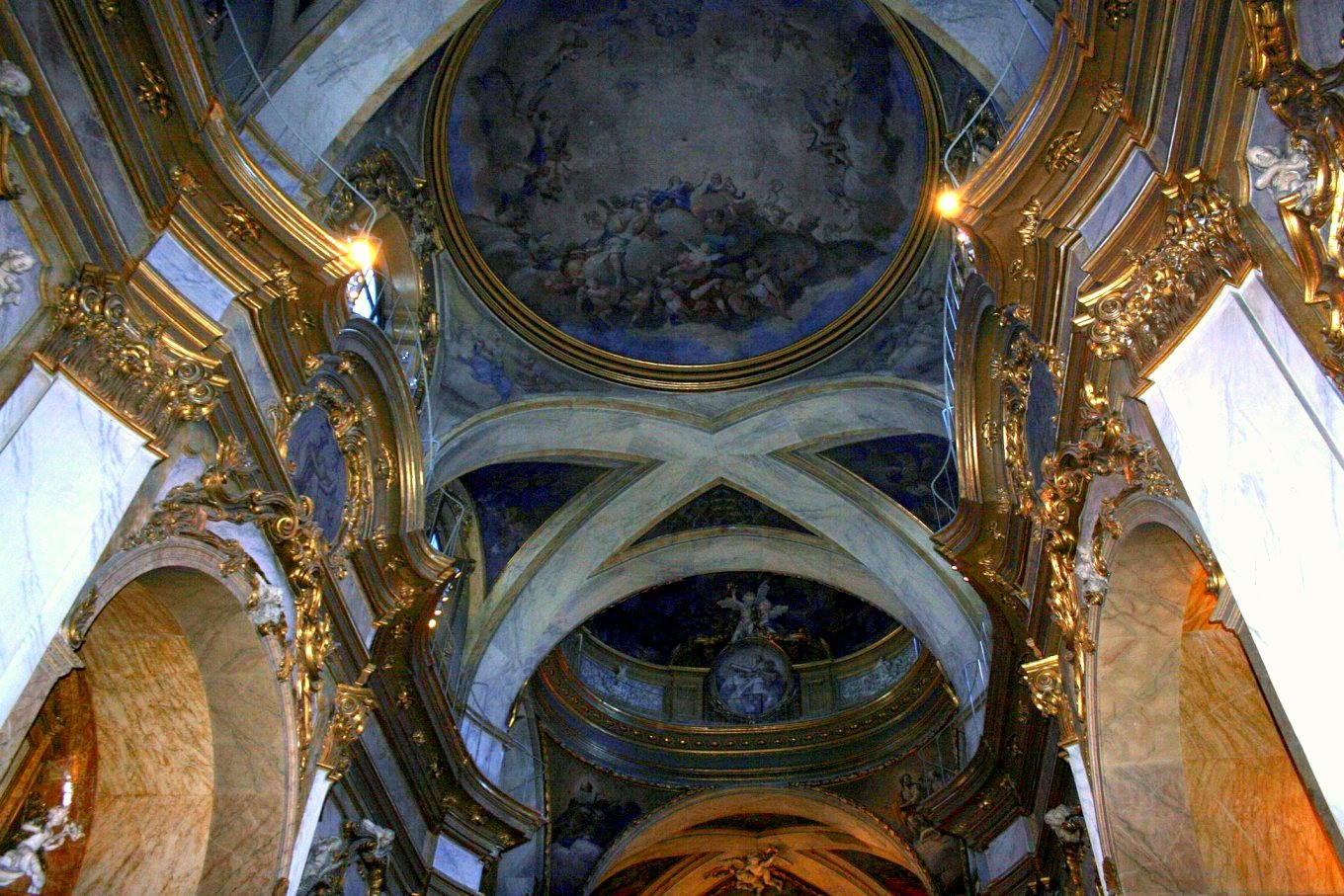
Bartolomeo Rusca, Gewölbe der Basílica Pontificia von Sankt Miguel in Madrid, Apotheose der Heiligen Justus und Pastor, 1745

## Werke (Auswahl)
- Arosio, Kirche San Michele, Seitkapelle Vergine del Rosario, Fresken (1709).
- Soncino, Kirche San Giacomo, Seitkapelle San Domenico di Guzmán, Fresken (1709).
- Bioggio, Kirche San Maurizio, Kreuzigung (1711) (zugeschrieben).
- Arosio, Kirche San Michele, Kapelle Vergine del Rosario, zehn Ovale (1714).
- Castelrotto, Kirche San Nazzaro, Fresko Battesimo nel Giordano (Anfang 18. Jahrhundert).
- Castelrotto, Kirche San Nazzaro, Seitkapelle San Giuseppe, Fresko Santi Giuseppe e Giacobbe (1718–1719).
- Osogna, Kirche Santi Felino e Gratiniano, Fresken San Felino und San Gratiniano Leben, Fede, Speranza, Carità und Ölgemälde Annunciazione (1719).
- Fiorenzuola d’Arda Palazzo Bertamini Lucca, Freken Le metamorfosi (1723–1725).
- Piacenza, Kirche San Giovanni in Canale, Fresko Madonna del Rosario (1725).
- Crema, Palazzo Bondenti-Terni, Fresko Apoteosi Nicolò Bondenti (1728).
- Arosio, Oratorium Madonna di Cimaronco, Fresken Annunciazione, Dio Padre, Colomba dello Spirito Santo, Angeli musicanti und Incarnazione (1730).
- Verdabbio, Kirche San Pietro, Fresken Quattro Evangelisti (1731).
- Piacenza, Palazzo Morando, Fresko Mercurio e Paride (1732)
- Agno, Kirche Santi Giovanni Battista e Provino, Ölgemälde Sant’Antonio Abate (1734).
- Gaggio, Oratorium Santa Maria Immacolata, Fresco Immacolata Concezione (1740).
- Segovia, Palacio Real (La Granja), Fresko Apollo che uccide il serpente Pitone, Le Ore che guidano il carro del Sole trainato da cavalli bianchi, Perseo dilaniato dalle baccanti, Caduta di Fetonte, Sposalizio di Amore e Psiche, Venere che consegna le armi ad Enea, Caduta di Bellerofonte, La Giustizia e la Ragion di Stato, Africa e America, Europa e Asia, Ratto d'Europa, Ratto di Proserpina, Allegoria della conquista (1741–1744).
- Segovia, Palacio Real (La Granja), Freken Ercole bambino che strangola due serpenti, Il Valore coronato dalla Vittoria, Gloria del principe, Allegoria della Pace, Allegoria della Verità, Venere che riceve le armi forgiate da Vulcano per suo figlio Enea, con Giacomo Bonavia (1741–1744).[2]